# Christine
Christine oder Christina ist ein weiblicher Vorname. Der Name leitet sich (wie Christian oder Christiane) von dem griechischen Wort χριστός christós (der Gesalbte), „christa“ (die Gesalbte) ab und bedeutet im übertragenen Sinne die Christin: Anhängerin des Glaubens an Jesus Christus.

## Verbreitung
Die Entwicklung der Popularität der Namen Christine und Christina verlief in Deutschland ungefähr parallel im Abstand von etwa 15 Jahren. Um die Jahrhundertwende waren beide Namen mäßig verbreitet, Christine allerdings beliebter. Die Popularität beider Namen sank zunächst, um dann wieder zu steigen, bei Christine ab Mitte der Zwanziger, bei Christina ab Anfang der Vierziger. Christine war Anfang der Sechziger einige Male unter den zehn meistvergebenen weiblichen Vornamen, Christina Ende der Siebziger und Anfang der Achtziger. Die Verbreitung beider Namen nahm in der Folgezeit
stark ab, bei Christine war dies Mitte der Achtziger, bei Christina Mitte der Neunziger.

## Namenstage

### Christina
- Christina von Spoleto (Augustinerin in der Krankenfürsorge): 13. Februar
- Christina von Hamm (deutsche Mystikerin): 22. Juni
- Christina von Bolsena (etruskische Märtyrerin) und Christina die Wunderbare (belgische Patronin der Sünder): 24. Juli
- Christina von Stommeln (Beginin): 6. November
- Christina Ebner (Dominikanerin): 27. Dezember

### Christine
- Christine von Retters (Prämonstratenserin in der Krankenpflege): 29. November

## Varianten
(für fett markierte, siehe Namensträgerinnen in den einzelnen Abschnitten)
Varianten:
- Albanisch: Kristina
- Baskisch: Kistiñe
- Belarussisch: Krystsina
- Bulgarisch: Hristina, Kristina
- Dänisch: Christa, Christel, Ina, Kirsten, Kirstine, Kristina, Kristine, Stina, Stine, Tina, Tine
- Deutsch: Chris, Christa, Christel, Christiane, Christin, Ina, Kirsten, Kristiane, Kristina, Kristine, Kiki, Krista, Tina
- Englisch: Kristine, Chris, Chrissie, Chrissy, Christa, Christi, Christiana, Christie, Christy, Ina, Kiki, Kris, Kristeen, Krista, Kristi, Kristia, Kristie, Kristina, Krystina, Krystine, Kristy, Tiana, Tina
- Estnisch: Kristiina, Kristina, Kersti, Krista, Kristi, Kristel, Kristi, Kristin, Tiina
- Faröisch: Kristina
- Finnisch: Kristiina, Iina, Kiia, Kirsi, Kirsti, Krista, Stiina, Tiina
- Französisch: Christel, Christèle, Christelle, Christiane, Christianne, Chrystelle
- Georgisch: Kristine
- Hawaiisch: Kilikina
- Isländisch: Kristín, Kristjana
- Italienisch: Cristiana, Cristina, Tina
- Katalanisch: Cristina
- Kroatisch: Kristina, Tina
- Lettisch: Ina, Kristiāna, Kristīna, Kristīne, Krista
- Litauisch: Kristina
- Mazedonisch: Hristina, Tina
- Niederländisch: Chris, Christel, Ina, Ine, Kristel, Stien, Tina, Tineke
- Norwegisch: Christel, Christin, Ina, Ine, Kine, Kirsten, Kjersti, Kristin, Kristina, Kristine, Stina, Stine, Tina, Tine
- Polnisch: Krystyna, Krysia, Krystiana
- Portugiesisch: Cristiana, Cristina
- Russisch: Kristina
- Rumänisch: Cristina
- Schwedisch: Christel, Christin, Ina, Kia, Kristin, Kristina, Kristine, Stina, Tina
- Schottisch: Kirsteen, Kirstin, Kirstie, Kirsty
- Schottisch-Gälisch: Cairistìona, Ciorstaidh
- Serbisch: Hristina, Kristina
- Slowakisch: Kristína
- Slovenisch: Kristina, Ina, Inja, Tina, Tinkara
- Spanisch: Cristina
- Tschechisch: Kristýna, Kristina
- Ukrainisch: Khrystyna
- Ungarisch: Krisztina
- Walisisch: Cristyn

Männliche Varianten:
- Englisch: Christian
- Französisch: Chrétien, Christian
- Dänisch: Christian, Kresten, Kristian
- Deutsch: Christian
- Niederländisch: Christiaan
- Norwegisch: Christian, Kristian
- Schwedisch: Christian, Kristian

Weitere Varianten:
- Chrisi, Chrissa, Chrissi, Christl
- Christen
- Chrystyna
- Khrystyne
- Krisi, Krissi, Krissy

Siehe auch:
- Kerstin, Nina

## Namensträger

### Chris
- Chris Evert, eigentlich Christine Marie (* 1954), US-amerikanische Tennisspielerin
- Chris Lohner, eigentlich Christine Lohner (* 1943), österreichische Journalistin

### Christin
- Christin Baechler (* 1964), Schweizer Schauspielerin
- Christin Bahnert (* 1981), deutsche Dramaturgin und Politikerin (Grüne)
- Christin Balogh (* 1985), deutsche Schauspielerin
- Christin Bohmann, deutsche Journalistin
- Christin Cooper (* 1959), US-amerikanische Skirennläuferin
- Christin Feldmann (* 1981), deutsche Videokünstlerin
- Christin Freitag (* 1984), deutsche Filmregisseurin und Drehbuchautorin
- Christin Furtenbacher (* 1984), deutsche Politikerin (Grüne)
- Christin Guhr (* 1982), deutsche Volleyballspielerin
- Christin Heim (* 1985), deutsche Schauspielerin
- Christin Henkel (* 1984), deutsche Komponistin und Liedermacherin
- Christin Hölzel (* 1986), deutsche Volleyballspielerin
- Christin Horst (* 1992), deutsche Fußballspielerin
- Christin Hundertmark (* 1986), deutsche Karateka
- Christin Hussong (* 1994), deutsche Speerwerferin
- Christin Marquitan (* 1967), deutsche Schauspielerin und Synchronsprecherin
- Christin-Désirée Rudolph (* 1966), deutsche Schriftstellerin
- Christin Stark (* 1989), deutsche Schlagersängerin

### Christina
Einzelname:
- Christina (Liesborn), Äbtissin des Klosters Liesborn
- Leonora Christina (1621–1698), Tochter von Christian IV. von Dänemark und Norwegen, siehe Leonora Christina Ulfeldt
- Christina (eigentlich Kristina; 1626–1689), Königin von Schweden
- Christina von Dänemark (1521–1590), dänische Prinzessin, Herzogin von Lothringen
- Christina von Markyate (≈1097–1161), Verfasserin des Albani-Psalters und Heilige
- Christina von Stommeln (auch Christina Bruso; 1242–1312), Mystikerin
- Christina von Sachsen (1461–1521), Königin von Dänemark, Norwegen und Schweden
- Christina von Sachsen (1505–1549), Landgräfin von Hessen
- Maria Christina von Sachsen (1735–1782), kursächsisch-polnische Prinzessin, Fürstäbtissin in Remiremont
- Maria Christina von Sachsen (1770–1851), Prinzessin von Savoyen-Carignan
- Maria Christina von Österreich (1742–1798), durch Heirat von Herzogin Sachsen-Teschen

Vorname:
- Christina Aguilera (* 1980), US-amerikanische Popsängerin
- Christina Applegate (* 1971), US-amerikanische Schauspielerin
- Christina-Maria Bammel (* 1973), deutsche evangelische Theologin
- Antonia Christina Basilotta (* 1943), US-amerikanische Popsängerin und Choreografin, siehe Toni Basil
- Christina Chanée (* 1979), dänisch-thailändische Sängerin
- Christina Födermayr (* 2001), österreichische Freestyle-Skierin
- Christina Guerrero Fuentes (* 1949), US-amerikanische Malerin und Hochschullehrerin, siehe Tina Fuentes (Malerin)
- Christina Hänni (* 1990), deutsche Tänzerin
- Christina Hendricks (* 1975), US-amerikanische Schauspielerin
- Christina Hesselholdt (* 1962), dänische Schriftstellerin
- Christina Klein (* 1990), deutsche Sängerin, siehe LaFee
- Christina Knels (* 1975), deutsche Neurowissenschaftlerin und Neurolinguistin
- Christina Krogshede (* 1981), dänische Handballspielerin
- Christina Lehmann (* 1951), deutsche Schachspielerin
- Christina Lux (* 1965), deutsche Musikerin, Sängerin, Gitarristin und Komponistin
- Christina McHale (* 1992), US-amerikanische Tennisspielerin
- Christina Milian (* 1981), US-amerikanische Sängerin und Schauspielerin
- Christina Obergföll (* 1981), deutsche Speerwerferin
- Christina Perri (* 1986), US-amerikanische Sängerin
- Christina Petersen (* 1990), deutsche Schauspielerin
- Christina Plate (* 1965), deutsche Schauspielerin
- Christina Pluhar (* 1965) ist eine österreichische Lautenistin und Harfenistin
- Christina Ricci (* 1980), US-amerikanische Schauspielerin
- Christina Rossetti (1830–1894), englische Dichterin
- Christina Siemoneit (* 1988), deutsche Schauspielerin und Tänzerin
- Christina Stürmer (* 1982), österreichische Pop-Rock-Sängerin
- Christina Teuthorn-Mohr (* 1975), deutsche Journalistin und Moderatorin
- Christina Weiss (* 1953), deutsche Journalistin und Politikerin

### Christine
- Ann Christine (1944–2022), finnische Schlagersängerin der 1960er Jahre
- Christine Aidala, US-amerikanische Hochenergie-Kernphysikerin
- Christine Béchard (* 1963), mauritische Leichtathletin
- Christine Behrens (1934–2018), Niederdeutsche Autorin und Ehrenamtlerin
- Christine de Colombel (* 1943), französische Bergsteigerin
- Christine Burke (* 1968 oder 1969), neuseeländische Bergsteigerin
- Christine Busta (1915–1987), österreichische Lyrikerin
- Christine De Luca (* 1947), schottische Poetin und Schriftstellerin
- Christine Echtler-Schleich (* 1963), deutsche Skibergsteigerin
- Christine Egerszegi-Obrist (* 1948), Schweizer Politikerin (FDP)
- Christine Errath (* 1956), deutsche Eiskunstläuferin
- Christine Féret-Fleury (* 1961), französische Schriftstellerin
- Christine Finke (* 1966), deutsche Anglistin, Journalistin, Bloggerin und Kinderbuch-Autorin
- Christine Fischer-Defoy (* 1951), deutsche Kunsthistorikerin und Filmemacherin
- Christine Foth (* 1990), deutsche Handballspielerin
- Christine Gerg (* 1977), deutsche Freestyle-Skierin
- Christine Gregoire (* 1947), US-amerikanische Politikerin der Demokratischen Partei
- Christine Haderthauer (* 1962), deutsche Politikerin (CSU)
- Christine Heinze (* 1949), deutsche Schauspielerin
- Christine von Hessen-Kassel (1578–1658), Prinzessin von Hessen-Kassel und durch Heirat Herzogin von Sachsen-Eisenach
- Christine Kaufmann (1945–2017), deutsch-österreichische Filmschauspielerin
- Christine Kröger (* 1968), deutsche Journalistin und Redakteurin
- Christine Lagarde (* 1956), französische Politikerin (UMP) und Rechtsanwältin, seit 2019 Präsidentin der Europäischen Zentralbank (EZB)
- Christine Lambrecht (* 1965), deutsche Juristin und Politikerin (SPD)
- Christine Lang (* 1957), deutsche Mikrobiologin, Hochschullehrerin und Unternehmerin
- Christine Langer (* 1966), deutsche Schriftstellerin, Lyrikerin und Kulturjournalistin
- Christine Laszar (1931–2021), deutsche Schauspielerin
- Christine Lauterburg (* 1956), Schweizer Sängerin und Schauspielerin
- Christine Lavant (1915–1973), österreichische Schriftstellerin
- Christine Lehmann (* 1958), deutsche Schriftstellerin
- Christine Leibnitz (1783–1839), deutsche Schauspielerin und Opernsängerin
- Christine von Lothringen (1565–1636), Großherzogin und Regentin der Toskana
- Christine McVie (1943–2022), britische Musikerin, Sängerin und Songschreiberin
- Christine Neubauer (* 1962), deutsche Filmschauspielerin und Vollweib-Autorin
- Christine Nöstlinger (1936–2018), österreichische Schriftstellerin
- Christine de Pizan (1365–nach 1430), Dichterin, erste französische Berufsschriftstellerin
- Christine Rädlinger (* 1954), deutsche Historikerin und Schriftstellerin
- Christine Rossi (* 1963), französische Freestyle-Skierin
- Christine Rothstein (* 1945), österreichische Puppenspielerin, Drehbuchautorin und Komponistin
- Christine Schäfer (* 1965), deutsche Sopranistin
- Christine Schaffner (* 1979), Schweizer Mountainbike-Orientierungsfahrerin
- Christine Scheel (* 1956), deutsche Politikerin (B’90/Grüne)
- Christine Scheyer (* 1994), österreichische Skirennläuferin
- Christine von Schleswig-Holstein-Gottorf (1573–1625), Königin von Schweden
- Christine Schraner Burgener (* 1963), Schweizer Diplomatin
- Christine Schorn (* 1944), deutsche Schauspielerin
- Christine Stadler (1922–2001), deutsche Bildhauerin und Keramikerin
- Christine Streuli (* 1975), Schweizer Künstlerin
- Christine Stückelberger (* 1947), Schweizer Dressurreiterin
- Christine Theiss (* 1980), deutsche Kickboxerin
- Christine Teusch (1888–1968), deutsche Politikerin (Zentrumspartei und CDU)
- Christine Walde (* 1960), deutsche Altphilologin
- Christine Urspruch (* 1970), deutsche Schauspielerin
- Christine Uschy Wernke (* 1977), deutsche Filmregisseurin

### Chrystyna
- Chrystyna Altschewska (1841–1920), ukrainische Pädagogin und Organisatorin von Sonntagsschulen
- Chrystyna Dmytrenko (* 1999), ukrainische Biathletin
- Chrystyna Solowij (* 1993), ukrainische Sängerin
- Chrystyna Stuj (* 1988), ukrainische Sprinterin
- Chrystyna Suschko (1894–1967 in Genf), ukrainische Medizinerin und Offizierin

### Cristina
- Cristina Bella (* 1981), ungarische Pornodarstellerin
- Cristina Cini (* 1969), italienische Fußballschiedsrichterassistentin
- Cristina Deutekom (1931–2014), niederländische Sopranistin
- Cristina Fernández de Kirchner (* 1953), argentinische Politikerin, derzeitige Staatspräsidentin
- Cristina García Rodero (* 1949), spanische Fotografin
- Cristina Hoyos (* 1946), spanische Flamencotänzerin, Choreografin und Schauspielerin
- Cristina Iglesias (* 1956), spanische Installationskünstlerin und Bildhauerin
- Cristina Moșin (* 1982), moldauische Schachspielerin
- Cristina Neagu (* 1988), rumänische Handballspielerin
- Cristina Nord (* 1968), deutsche Journalistin, Redakteurin und Kuratorin
- Cristina do Rego (* 1986), deutsch-brasilianische Schauspielerin
- Cristina Peri Rossi (* 1941), uruguayisch-spanische Schriftstellerin
- Cristina Scabbia (* 1972), italienische Metal-Sängerin
- Cristina von Spanien (* 1965), spanische Infantin, Tochter von König Juan Carlos I.

Zwischenname
- Ana Cristina Oliveira Leite (* 1991), portugiesisch-deutsche Fußballspielerin

### Hristina
- Hristina Sampanidou (* 1988), serbisch-griechische Fußballspielerin

### Khrystyne
- Khrystyne Haje (* 1968), US-amerikanische Schauspielerin

### Kristeen
- Kristeen Young (* 1975), US-amerikanische Sängerin

### Kristiina
- Kristiina Ehin (* 1977), estnische Dichterin und Übersetzerin
- Kristiina Hormia-Poutanen, finnische Agrarwissenschaftlerin und Bibliothekarin
- Kristiina Kass (* 1970), estnische Kinderbuchautorin, Buchillustratorin und Übersetzerin
- Kristiina Mäkelä (* 1992), finnische Dreispringerin
- Kristiina Ojuland (* 1966), estnische Politikerin
- Kristiina Poska (* 1978), estnische Dirigentin
- Kristiina Rove (* 1990), finnische Skirennläuferin
- Kristiina Tuomi (* 1977), deutsch-finnische Jazzsängerin
- Kristiina Wegelius (* 1960), finnische Eiskunstläuferin

### Kristin
- Kristin Boese (* 1977), deutsche Kitesurferin
- Kristin Cullman, schwedische Orientierungsläuferin
- Kristin Davis (* 1965), US-amerikanische Schauspielerin
- Kristin Hayter (* 1986), US-amerikanische Musikerin
- Kristin Ørmen Johnsen (* 1953), norwegische Politikerin
- Kristin Krammer (* 2002), österreichische Fußballspielerin
- Kristin Kreuk (* 1982), kanadische Schauspielerin und Model
- Kristin Lehman (* 1972), kanadische Schauspielerin
- Kristin Otto (* 1966), deutsche Schwimmerin
- Kristin Scott Thomas (* 1960), britisch-französische Schauspielerin
- Kristin Thompson (* 1950), US-amerikanische Filmtheoretikerin
- Kristin Vinje (* 1963), norwegische Politikerin

### Kristina
- Kristina Bach (* 1962), deutsche Schlagersängerin
- Kristina Bille (* 1986), dänische Handballspielerin
- Bobbi Kristina Brown (1993–2015), US-amerikanische Sängerin und Schauspielerin
- Kristina Dörfer (* 1984), deutsche Schauspielerin und Sängerin
- Kristina Georgiewa (* 1993), bulgarische Fußballschiedsrichterin
- Kristina Kühnbaum-Schmidt (* 1964), deutsche evangelisch-lutherische Geistliche
- Kristina Lange (* 1939), deutsche Tibetologin und Autorin
- Kristina Lugn (1948–2020), schwedische Dichterin, Mitglied der Schwedischen Akademie
- Kristina Rose (* 1984), US-amerikanische Pornodarstellerin
- Kristina Schmidt (* 1968), deutsche Juristin und Richterin
- Kristina Schmidt (* 1989), Geburtsname von Kristina Dumitru, deutsche Schauspielerin und Sängerin
- Kristina Schröder (* 1977), deutsche Politikerin
- Kristina Shannon (* 1989), US-amerikanisches Model
- Kristina Sterz (* 1974), deutsche Journalistin und Fernsehmoderatorin
- Kristina Tkatsch (* 1999), russische Poolbillardspielerin
- Kristina Vogel (* 1990), deutsche Radsportlerin

### Kristína
- Kristína Farkašová (* 1982), slowakische Schauspielerin
- Kristína Košíková (* 1993), slowakische Fußballspielerin
- Kristína Kučová (* 1990), slowakische Tennisspielerin
- Kristína Ludíková (* 1988), slowakisch-tschechische Badmintonspielerin
- Kristína Neč-Lapinová (* 1983), slowakische Triathletin
- Kristína Peláková (* 1987), slowakische Sängerin
- Kristína Schmiedlová (* 1997), slowakische Tennisspielerin
- Kristína Sivoková (* 2002), slowakische Skilangläuferin
- Kristína Svarinská (* 1989), slowakische Schauspielerin

### Kristine
- Kristine Bayley (* 1983), australische Bahnradsportlerin
- Kristine Belson (* 1964), US-amerikanische Filmproduzentin
- Kristine Bilkau (* 1974), deutsche Journalistin und Schriftstellerin
- Kristine Bonnevie (1872–1948), norwegische Biologin und Norwegens erste Professorin
- Kristine Chatschatrjan (* 1989), armenische Skilangläuferin
- Kristine DeBell (* 1954), US-amerikanische Schauspielerin und Fotomodell
- Kristine Frøseth (* 1996), norwegisch-US-amerikanische Schauspielerin und Model
- Kristine Harutjunjan (* 1991), armenische Leichtathletin
- Kristine Gjelsten Haugen (* 1992), norwegische Skirennläuferin
- Kristine Chatschatrjan (* 1989), armenische Skilangläuferin
- Kristine Kunce (* 1970), australische Tennisspielerin
- Kristine Bjørdal Leine (* 1996), norwegische Fußballspielerin
- Kristine Lilly (* 1971), US-amerikanische Fußballspielerin
- Kristine Lunde-Borgersen (* 1980), norwegische Handballspielerin
- Kristine Minde (* 1992), norwegische Fußballnationalspielerin
- Kristine Nitzsche (* 1959), deutsche Leichtathletin
- Kristine Norelius (* 1956), US-amerikanische Ruderin
- Kristine O’Brien (* 1991), US-amerikanische Ruderin
- Kristine Quance (* 1975), US-amerikanische Schwimmerin
- Kristine Raahauge (1949–2022), grönländische Politikerin (Siumut) und Eskimologin
- Kristine Riis (* 1982), norwegische Schauspielerin und Komikerin
- Kristine Roug (* 1975), dänische Seglerin
- Kristine Kathryn Rusch (* 1960), US-amerikanische Schriftstellerin und Herausgeberin
- Kristine Samuelson (* 1949), US-amerikanische Filmproduzentin, Filmregisseurin und Filmschaffende
- Kristine Stavås Skistad (* 1999), norwegische Skilangläuferin
- Kristine Stiles (* 1947), US-amerikanische Kunsthistorikerin, Künstlerin und Hochschullehrerin
- Kristine Sutherland (* 1955), US-amerikanische Schauspielerin
- Kristine Tånnander (* 1955), schwedische Siebenkämpferin
- Kristine Tompkins (* 1950), US-amerikanische Unternehmerin und Umweltschützerin
- Kristine Tornquist (* 1965), österreichische Künstlerin, Autorin, Librettistin und Regisseurin
- Kristine W (* 1962), US-amerikanische Dance-Pop- und House-Sängerin und Songwriterin
- Kristine Wischniowski (* 1944), deutsche Bildhauerin, Graphikerin, Restauratorin und Malerin

### Kristīne
- Kristīne Opolais (* 1979), lettische Sopranistin
- Kristīne Šefere (* 1981), lettische Badmintonspielerin

### Kristýna
- Kristýna Boková (* 1981), tschechische Schauspielerin
- Kristýna Černá (* 1993), tschechische Biathletin
- Kristýna Horská (* 1997), tschechische Schwimmerin
- Kristýna Hrabalová (* 1996), tschechische Tennisspielerin
- Kristýna Hrušínská (* 1985), tschechische Schauspielerin
- Kristýna Kolocová (* 1988), tschechische Beachvolleyballspielerin
- Kristýna Lavičková (* 2002), tschechische Tennisspielerin
- Kristýna Petrová (* 1992), tschechische Schachspielerin
- Kristýna Plíšková (* 1992), tschechische Tennisspielerin

### Krisztina
- Krisztina Ádám (* 1981), ungarische Badmintonspielerin
- Krisztina Czakó (* 1978), ungarische Eiskunstläuferin
- Krisztina Egerszegi (* 1974), ungarische Schwimmerin
- Krisztina Fazekas-Zur (* 1980), ungarisch-amerikanische Kanusportlerin
- Krisztina Faludy (* 1958), ungarische Fagottistin
- Krisztina Garda (* 1994), ungarische Wasserballspielerin
- Krisztina Goda (* 1970), ungarische Filmregisseurin
- Krisztina Hohn (* 1972), ungarische Politikerin
- Krisztina Laki (* 1944), ungarische Opernsängerin und Gesangspädagogin
- Krisztina Magát (* 1989), ungarische Gewichtheberin
- Krisztina Morvai (* 1963), ungarische Politikerin, MdEP und Anwältin für Menschenrechte
- Krisztina Nagy (Tischtennisspielerin) (* 1969), ungarische Tischtennisspielerin
- Krisztina Papp (* 1982), ungarische Langstreckenläuferin
- Krisztina Passuth (* 1937), ungarische Kunsthistorikerin
- Krisztina Pigniczki (* 1975), ungarische Handballspielerin und -trainerin
- Krisztina Regőczy (* 1955), ungarische Eiskunstläuferin
- Krisztina Szremkó (* 1972), ungarische Wasserballspielerin
- Krisztina Tóth (* 1967), ungarische Autorin
- Krisztina Tóth (* 1974), ungarische Tischtennisspielerin
- Krisztina Triscsuk (* 1985), russisch-ungarische Handballspielerin

### Krystyna
- Krystyna Berwińska (1919–2016), polnische Schriftstellerin und Übersetzerin
- Krystyna Gil (1938–2021), polnische Holocaustüberlebende, Romni und aktive Zeitzeugin
- Krystyna Janda (* 1952), polnische Schauspielerin, Sängerin und Schriftstellerin
- Krystyna Łybacka (1946–2020), polnische Politikerin
- Krystyna Pyszková (* 1999), tschechisches Model, Miss World 2023
- Krystyna Schreiber (* 1976), deutsche Journalistin, Unternehmerin und Autorin
- Krystyna Skarbek (1908–1952), polnische Agentin des britischen Nachrichtendienst Secret Intelligence Service (SIS)
- Krystyna Urbańska (1935–2023), polnisch-schweizerische Geobotanikerin und Hochschullehrerin
- Krystyna Wituska (1920–1944), polnische Widerstandskämpferin
- Krystyna Żywulska (1914–1992), polnische Schriftstellerin, Widerstandskämpferin und Auschwitzüberlebende

## Künstlername
- Liv Kristine (* 1976), norwegische Sängerin
- Sonja Kristina (* 1949), englische Sängerin